# Pump Up the Jam
Pump Up the Jam ist ein Popsong des belgischen House-Projekts Technotronic. Er erschien im August 1989 als Singleauskopplung aus dem Album Pump Up the Jam: The Album. Im deutschsprachigen Raum wurde der Titel auch durch die Coverversion Pump ab das Bier von Werner Wichtig bekannt, die ein Nummer-eins-Hit wurde.

## Geschichte
Geschrieben wurde Pump Up the Jam von Ya Kid K (Manuela Kamosi) und Thomas De Quincey (Jo Bogaert). Produziert wurde das Stück von Patrick DeMeyer und De Quincey. Der Gesang wurde von der Sängerin Ya Kid K übernommen; wegen Streitigkeiten zwischen ihr und De Quincey war im Musikvideo statt ihr Felly Kilingi zu sehen, die auch auf dem Plattencover als Sängerin angegeben und abgebildet war.

## Kommerzieller Erfolg
Pump Up the Jam wurde erst zum Clubhit und dann zu einem weltweiten Chart-Erfolg. Er war einer der ersten House-Tracks, die es in den Mainstream schafften und auch auf dem US-amerikanischen Markt bestehen konnten.
Das Stück belegte in Deutschland, der Schweiz und Österreich sowie in Großbritannien und den USA Platz 2 der Charts. In Deutschland hielt es sich 29 Wochen in den Charts.

### Chartplatzierungen
| ChartsChartplatzierungen       | Höchstplatzierung | Wochen |
| ------------------------------ | ----------------- | ------ |
| Deutschland (GfK)              | 2 (30 Wo.)        | 30     |
| Österreich (Ö3)                | 2 (24 Wo.)        | 24     |
| Schweiz (IFPI)                 | 2 (27 Wo.)        | 27     |
| Vereinigte Staaten (Billboard) | 2 (24 Wo.)        | 24     |
| Vereinigtes Königreich (OCC)   | 2 (15 Wo.)        | 15     |

| ChartsJahrescharts (1989) | Platzierung |
| ------------------------- | ----------- |
| Deutschland (GfK)         | 24          |

| ChartsJahrescharts (1990)      | Platzierung |
| ------------------------------ | ----------- |
| Deutschland (GfK)              | 36          |
| Schweiz (IFPI)                 | 17          |
| Vereinigte Staaten (Billboard) | 13          |

### Auszeichnungen für Musikverkäufe
| Land/Region                  | Auszeichnungen für Musikverkäufe (Land/Region, Auszeichnung, Verkäufe) | Verkäufe  |
| ---------------------------- | ---------------------------------------------------------------------- | --------- |
| Australien (ARIA)            | Platin                                                                 | 70.000    |
| Frankreich (SNEP)            | Silber                                                                 | 200.000   |
| Italien (FIMI)               | Gold                                                                   | 50.000    |
| Spanien (Promusicae)         | Gold                                                                   | 30.000    |
| Vereinigte Staaten (RIAA)    | Platin                                                                 | 1.000.000 |
| Vereinigtes Königreich (BPI) | Gold (Physisch) · + Platin (Digital)                                   | 1.000.000 |
| Insgesamt                    | 1× Silber · 3× Gold · 3× Platin ·                                      | 2.350.000 |

## Coverversionen

### MC Sar & The Real McCoy-Version
1989 coverte die deutsche Gruppe MC Sar & The Real McCoy den Song und erreichte damit Platz 16 der deutschen Charts.
| ChartsChartplatzierungen | Höchstplatzierung | Wochen |
| ------------------------ | ----------------- | ------ |
| Deutschland (GfK)        | 16 (17 Wo.)       | 17     |

### Werner Wichtig-Version

#### Chartplatzierungen
Die Parodie Pump ab das Bier von Werner Wichtig war in den deutschen Charts erfolgreicher als das Original und erreichte im Januar 1990 die Spitzenposition.
| ChartsChartplatzierungen | Höchstplatzierung | Wochen |
| ------------------------ | ----------------- | ------ |
| Deutschland (GfK)        | 1 (15 Wo.)        | 15     |
| Österreich (Ö3)          | 3 (12 Wo.)        | 12     |
| Schweiz (IFPI)           | 3 (12 Wo.)        | 12     |

| ChartsJahrescharts (1990) | Platzierung |
| ------------------------- | ----------- |
| Deutschland (GfK)         | 32          |

#### Auszeichnungen für Musikverkäufe
| Land/Region        | Auszeichnungen für Musikverkäufe (Land/Region, Auszeichnung, Verkäufe) | Verkäufe |
| ------------------ | ---------------------------------------------------------------------- | -------- |
| Deutschland (BVMI) | Gold                                                                   | 250.000  |
| Insgesamt          | 1× Gold ·                                                              | 250.000  |

### Weitere Coverversionen
Weird Al Yankovic coverte den Song in einem Medley mit dem Titel Polka Your Eyes Out. Anfang 2014 erreichte eine Version der Bodybangers die Charts.
Mike Patton, Sänger der Band Faith No More, rezitierte den Chorus „I want a place to stay, Get your booty on the floor tonight, Make my day“ im Song Epic in der Version auf dem Live-Album Live at the Brixton Academy (1991).